# Ernesto Mehlich
Ernesto Mehlich, früher Ernst Mehlich (* 9. Februar 1888 in Berlin; † 12. Februar 1977 in São Paulo) war ein deutsch-brasilianischer Dirigent, Pianist und Komponist. Während der Weimarer Republik war er als Dirigent in Breslau und als Generalmusikdirektor in Baden-Baden tätig. Er emigrierte 1933 nach Brasilien, wo er in São Paulo das städtische Sinfonieorchester aufbaute.

## Leben

### Bis zum Ersten Weltkrieg
Mehlich, der aus einer Freidenker-Familie stammte, war schon früh als musikalisch begabt aufgefallen. Im Alter von sechs Jahren erhielt er Klavierunterricht. Zwei Jahre später besuchte er das Kayser’sche Konservatorium in Berlin. Als Elfjähriger durfte bei einem Jugendkonzert der Berliner Philharmoniker ein Werk von Joseph Haydn dirigieren. 1904 erhielt er auf Vorschlag Cosima Wagners ein Bayreuth-Stipendium.
Von 1904 bis 1910 studierte Mehlich an der Hochschule für Musik in Berlin Dirigieren und Komposition bei Max Bruch, Karl Heinrich Barth und Robert Kahn. Gleichzeitig studierte er Musikwissenschaft an der Universität Berlin bei Hermann Kretzschmar.
1909 wurde Mehlich Kapellmeister in Detmold. Weitere Stationen führten ihn nach Koblenz, Osnabrück und Kiel. Eigene Kompositionen führte er 1911 auf. Von 1914 bis 1918 nahm er als Freiwilliger am Ersten Weltkrieg teil.

### Während der Weimarer Republik
Nach dem Krieg dirigierte Mehlich die Orchester von Königsberg, Bautzen, Hagen und Stettin. 1922 holte ihn Heinz Tietjen als Ersten Kapellmeister an die Oper Breslau. 1924 dirigierte Mehlich auch die Berliner Philharmoniker. 1926 wechselte Mehlich als städtischer Musikdirektor nach Baden-Baden, reiste aber zunächst mit dem Ensemble der Deutschen Oper Berlin für eine Tournee in die USA. Im Dezember 1927 wurde er zum Generalmusikdirektor und Leiter des Baden-Badener Orchesters ernannt. Er begründete in Baden-Baden die  Deutschen Kammermusiktage, an denen unter anderem Paul Hindemith, Igor Stravinsky und Carl Friedberg teilnahmen. Mehlich dirigierte dabei unter anderem am 17. Juli 1927 die Uraufführung des Singspiels Mahagonny mit Lotte Lenya unter der Regie von Bertolt Brecht, eine Auftragsarbeit von Kurt Weill für die Kammermusiktage und zugleich Weills erste Zusammenarbeit mit Brecht. Nachdem die Kammermusiktage 1929 zu einem Skandal um Brechts und Hindemiths Lehrstück geführt hatten, begründete Mehlich gemeinsam mit Carl Flesch und Carl Friedberg das „Klassische Kammermusikkonzert Baden-Baden“.

### Im Exil
1933 war Mehlich noch als Nachfolger Leo Blechs an der Staatsoper Berlin im Gespräch. Sein Vertrag in Baden-Baden wurde mit Gemeinderatsbeschluss wegen seiner „jüdischen Herkunft“ zum Oktober 1933 gekündigt. Ein Großteil seiner Werke fiel der Bücherverbrennung am 10. Mai 1933 zum Opfer. Mehlich emigrierte im Dezember 1933 nach Brasilien, wo er die 1934 von der damaligen Leitung des Cultura Artistica beauftragt wurde, ein erstes städtisches Sinfonieorchester für São Paulo zusammenzustellen. Er unterrichtete auch am Konservatorium. Seine Situation in Brasilien war aber nicht unproblematisch. 1937 wurde sein Vertrag mit der Sociedad Cultura di Säo Paulo nicht verlängert. 1940 schloss man ihn aus politischen Gründen aus der von ihm selbst mit Mäzenen gegründeten Sociedad Philharmonica de Säo Paulo aus, nachdem er Ludwig van Beethovens 9. Sinfonie neu übersetzt hatte. Mehlich war auf private Hilfen angewiesen und übersetzte Opern von Wolfgang Amadeus Mozart und Richard Wagner sowie Oratorien von Georg Friedrich Händel und Johann Sebastian Bach ins Portugiesische.
Nach dem Zweiten Weltkrieg wirkte Mehlich als Gastdirigent in verschiedenen europäischen Städten. 1950 gab er als Pianist ein Konzert im Kurhaus Baden-Baden. Kurz vor seinem Tod dirigierte er auch noch einmal in Baden-Baden.
In Sao Paulo ist eine Straße nach Maestro Ernesto Mehlich benannt.

## Werke
- Zwei Intermezzi. Reibenstein, Berlin 1909.
- Romantische Walzer für Klavier, op. 3. R. Reibenstein, Berlin 1910.
- Vier Gedichte von Theodor Storm. Für eine Singstimme mit Klavier; op. 2. Reibenstein, Berlin 1910.
- Drei Gedichte von Goethe. Für eine Singstimme mit Klavier : Op. 5. Reibenstein, Berlin-Gr. Lichterfelde 1911.
- Phantasie-Variationen über ein eigenes Thema. Reibenstein, Berlin 1911.
- Menuett. Op. 4, Nr. 1. Reibenstein, Berlin-Gr.-Lichterfelde-W 1912.
- Brasilianische Folklore. In: Melos : Jahrbuch für zeitgenössische Musik.17, Nr. 5 1950, S. 136–141.